# Курщина (деревня)
Курщина — деревня в Ершичском районе Смоленской области России. Входит в состав Руханского сельского поселения.  
Расположена в южной части области в 13 км к юго-востоку от Ершичей, в 33 км юго-западнее автодороги А141 Орёл — Витебск. В 34 км северо-западнее деревни расположена железнодорожная станция Криволес на линии Рославль — Кричев.

## История
В годы Великой Отечественной войны деревня была оккупирована гитлеровскими войсками в августе 1941 года, освобождена в сентябре 1943 года.